# Rondeletia feketeana
Rondeletia feketeana är en måreväxtart som beskrevs av Attila L. Borhidi. Rondeletia feketeana ingår i släktet Rondeletia och familjen måreväxter. Inga underarter finns listade i Catalogue of Life.